# 3 messidor
3 prairial 3 thermidor
Le tridi 3 messidor, officiellement dénommé jour de l'oignon, est le 273e jour de l'année du calendrier républicain.
C'était généralement le 21e jour du mois de juin dans le calendrier grégorien.